# 476
Кінець Західної Римської імперії. Початок Середньовіччя. У Східній Римській імперії відновилося правління Флавія Зенона. У Європі утворилися численні варварські держави, зокрема в Італії править Одоакр, Іберію та південь Галлії займає Вестготське королівство, Північну Африку захопили вандали, утворивши Африканське королівство, у Тисо-Дунайській низовині утворилося Королівство гепідів. На півночі Галлії правлять римо-галли, ще північніше — салічні франки. Остготи займають Мезію, Македонію і Фракію.
У Південному Китаї правління династії Лю Сун, на півночі Північної Вей. В Індії правління імперії Гуптів. У Японії триває період Ямато. У Персії править династія Сассанідів.
На території лісостепової України Черняхівська культура. Історики VI століття згадують плем'я антів, що мешкало на території сучасної України приблизно з IV сторіччя. У Північному Причорномор'ї центр володінь гунів, що підкорили собі інші кочові племена, зокрема сарматів та аланів.

## Події
- Улітку голова германських найманців на римський службі Одоакр звернувся до батька імператора Ромула Августа й регента Флавія Ореста з вимогою надати його людям землю для постійного поселення в Італії. Флавій Орест відмовив, і германці збунтувалися.
- У серпні Флавій Зенон повернув собі правління в Східній Римській імперії, скинувши узурпатора Василіска.
- 23 серпня Одоакр проголосив себе королем Італії. Він повів остготів на Равенну.
- 4 вересня Одоакр скинув останнього імператора Західної Римської Імперії Ромула Августула. Він зберіг малолітньому Ромулу Августу життя і призначив пенсію, але стратив його батька Флавія Ореста. Традиційно цю дату вважають датою повалення Західної Римської імперії.
- Римський сенат звернувся до Флавія Зенона проголосити себе єдиним імператором Римської імперії, як східної, так і західної частини. Флавій Зенон відмовився. Проте він надав Одоакру титул патриція, зробивши його правління легальним.
- Легально імператором Західної Римської імперії залишався Юлій Непот. Він правив Далмацією, Марокко і північно-західною частиною Галлії до смерті в 480-му.
- 476 рік вважають початком Середньовіччя.
- Вестготи перемагають у Галлії франків і стають найсильнішим германським племенем Західної Європи.
- Вестготи записують у Кодекс Ейриха свою першу збірку законів.

## Народились
- Аріабхата I, індійський математик.